# Anosia piepersi
Anosia piepersi är en fjärilsart som beskrevs av Kalis 1933. Anosia piepersi ingår i släktet Anosia och familjen praktfjärilar. Inga underarter finns listade i Catalogue of Life.